# Автомагістраль A18 (Литва)
Автомагістраль A18 — магістральна дорога в Литві. Утворює західну об’їзну дорогу міста Шяуляй, з’єднує шосе A12 на півночі та півдні цього міста та є частиною Європейського маршруту 77. Її протяжність близько 17 км.

## Дивись також
- Транспорт Литви